# Ligne de tramway de Valenciennes à Quiévrain
 (mars 2022).
La ligne de Valenciennes à Quiévrain est une ligne de l'ancien tramway de Valenciennes.

## Histoire
4 août 1883 : mise en service en traction vapeur entre Valenciennes Porte de Mons et Blanc-Misseron Frontière ; voie de service par le chemin des Alliés (futur boulevard des Alliés), la rue de l'Epaix et l'avenue de Meilhan pour la relier au reste du réseau,.
15 août 1885 : prolongement de la Porte de Mons à Valenciennes à la rue de Mons (intra-murros) au carrefour avec les rues Capelle et Wedière.
15 septembre 1889 : concession d'une extension en Belgique (par arrêté royal) entre la frontière à Blanc-Misseron et la gare de Quiévrain ; l'arrêté concède également la construction d'une ligne de tramway vicinal entre la gare de Quiévrain et Roisin, les CEN se voient confiés l'exploitation de celle-ci pour le compte de la Société nationale des chemins de fer vicinaux (SNCV) ; cette ligne et la section Blanc-Misseron Frontière - Quiévrain Gare appartiennent à la SNCV sous le capital 35,.
15 mars 1890 : mise en service de l'extension vers la gare de Quiévrain.
30 janvier 1900 :  décret autorisant la modification du tracé de la voie de service du chemin des Alliés par les boulevards Harpignies et Eisen,.
25 avril 1901 : mise en service de la nouvelle voie de service.
22 février 1914 : mise en service de la traction électrique.
2 mai 1923 : décret autorisant le prolongement de la rue de Mons au Marché aux herbes à Valenciennes.
19 avril 1965 : suppression, remplacement par une ligne d'autobus sous l'indice 5.